# Pause café
Pause café est une série télévisée dramatique française en six épisodes de cinquante-deux minutes, créée par Georges Coulonges et réalisée par Serge Leroy, avec Véronique Jannot dans le rôle de Joëlle Mazart (vite surnommée Pause café par les élèves), diffusée à partir du 12 février 1981 sur TF1.
L'année suivante, à partir du 16 avril 1982, la même chaîne diffuse une seconde saison sous le titre Joëlle Mazart, composée de six épisodes de cinquante-deux minutes réalisés par Jean-Claude Charnay.
Une troisième saison est tournée sept ans plus tard, à partir du 12 janvier 1989, sous le titre Pause-café pause-tendresse, composée de huit épisodes de quatre-vingts minutes à nouveau réalisés par Serge Leroy et aussi Charles Bitsch (épisodes 5 et 6).

## Synopsis

### Pause café
Une jeune femme, Joëlle Mazart, commence sa carrière d'assistante sociale dans un grand lycée d'enseignement général. Elle gagne rapidement la confiance des élèves en les accueillant dans son bureau autour d'une tasse de café, pratique dont les élèves tirent rapidement un surnom. Mais elle entre aussi rapidement en conflit avec le proviseur du lycée, avec ses méthodes « trop » modernes et « trop » répréhensibles à son goût. Vers la fin de l'année scolaire, il négocie avec elle son départ en échange de la réintégration d'un élève exclu pour avoir fumé du cannabis dans l'établissement. Elle part donc, mais avec la reconnaissance de tous les élèves, et aussi avec le conseiller en orientation qui est devenu son compagnon.

### Joëlle Mazart
Elle intègre à la rentrée un nouveau lycée, professionnel cette fois. Nombre d'élèves ne s'y trouvent pas à leur place, ressentant qu'on les a placés là faute de filières à leur goût dans un rayon suffisamment proche de chez eux. Mais entre les élèves fugueurs qui mettent Joëlle aux cent coups, la découverte que son compagnon ne souhaite pas d'enfant, et les jeunes filles trop aguicheuses qui lui tournent autour, le couple vacille.

### Pause-café pause-tendresse
Devenue Mme Calvet et mère d'un petit garçon, Joëlle n'officie plus dans un établissement scolaire mais au sein d'une antenne de banlieue des services sociaux municipaux. Son engagement professionnel va souvent plus loin que sa mission et cela rend toujours sa vie privée difficile.

## Distribution
| Acteurs                  | Personnages                   | Saisons | Saisons | Saisons |
| Acteurs                  | Personnages                   | 1       | 2       | 3       |
| ------------------------ | ----------------------------- | ------- | ------- | ------- |
| Véronique Jannot         | Joëlle Mazart                 | ✔️      | ✔️      | ✔️      |
| Anna Gaylor              | Mme Mazart, la mère de Joëlle | ✔️      | ✔️      | ✔️      |
| Michel Caron             | M. Mazart, le père de Joëlle  | ✔️      | ✔️      |         |
| Alain Courivaud          | Lionel                        | ✔️      | ✔️      |         |
| Jacques François         | Le proviseur                  | ✔️      |         |         |
| Georges Werler           | Le censeur                    | ✔️      |         |         |
| Jacques Bachelier        | Grégoire Dupeyron             | ✔️      |         |         |
| Mimi Young               | Rolande                       | ✔️      |         |         |
| Marc Lavoine             | Alain                         | ✔️      |         |         |
| Odile Michel             | Marlène                       | ✔️      |         |         |
| Corinne Aissy            | Fleurie                       | ✔️      |         |         |
| Frédéric Andrei          | Frédéric                      | ✔️      |         |         |
| Mathieu Barbey           | Julien                        | ✔️      |         |         |
| Philippe Coulonges       | Hervé                         | ✔️      |         |         |
| Rudolph Monori           | Trapèze                       | ✔️      |         |         |
| Isabelle Grenat          | Lætitia                       | ✔️      |         |         |
| Michèle Hermet           | Nelly                         | ✔️      |         |         |
| Martin Provost           | Gérald                        | ✔️      |         |         |
| Jean-Philippe Puymartin  | Jean-Pierre                   | ✔️      |         |         |
| Sophie Renoir            | Véronique                     | ✔️      |         |         |
| Nadia Sadi               | Anna                          | ✔️      |         |         |
| Philippe Soutan (Tansou) | Gilles puis Jean-Claude       | ✔️      | ✔️      |         |
| Anne Turrola             | Bérangère                     | ✔️      |         |         |
| Pascal Tedes             | Yves                          | ✔️      |         |         |
| Pierre-Alain Wolf        | Antoine                       | ✔️      |         |         |
| Marilyne Canto           | Béatrice                      |         | ✔️      |         |
| Claire Maurier           | Mme le proviseur              |         | ✔️      |         |
| Mireille Delcroix        | Mlle Bridge                   |         | ✔️      |         |
| Victor Garrivier         | M. Touzin                     |         | ✔️      |         |
| Liliane Rovère           | Mme Castano                   |         | ✔️      |         |
| Bernard Le Coq           | Alain Calvet                  |         |         | ✔️      |
| Romain Téodori           | Bastien Calvet                |         |         | ✔️      |
| Annick Alane             | L'assistante sociale en chef  |         |         | ✔️      |
| Isabelle de Botton       | Mme Gonzales                  |         |         | ✔️      |
| Myriam Boyer             | Mme Caput                     |         |         | ✔️      |
| Clovis Cornillac         | Cyrille Caput                 |         |         | ✔️      |
| Élie Semoun              | Alberto                       |         |         | ✔️      |
| Benoît Magimel           | Gérard                        |         |         | ✔️      |

Plusieurs jeunes acteurs ont débuté ou quasiment dans la série : Marc Lavoine (l'élève qui coûte sa place à Joëlle dans la saison 1), Marilyne Canto, en élève outrageusement provocatrice de la saison 2, Clovis Cornillac, jeune héroïnomane dans l'épisode 3 de la 3e saison (à noter que sa mère dans l'épisode est sa vraie mère, l'actrice Myriam Boyer), Élie Semoun, dans ce même épisode, en jeune de banlieue vindicatif, Benoît Magimel dans l'épisode 5 de cette même saison. Annie Fratellini, amie de l'auteur, y fait une apparition dans son propre rôle dans l'épisode 2 de la saison 1 consacré à l'École du Cirque, que la série contribuera à populariser.

## Production
Par ses thèmes contemporains et sans tabous, abordant la contraception, les grossesses trop précoces, l'avortement, les défaillances parentales pour cause d'alcoolisme, d'incarcération, de harcèlement sexuel, etc., abordant la drogue, la présence de la délinquance juste de l'autre côté du portail, mais aussi les angoisses liées aux débouchés professionnels, la série connait un succès foudroyant, rassemblant 50 % d'audience à chaque diffusion (il y a 3 chaines de télévision à l'époque), et sera exportée vers quatorze pays. Pour la troisième saison, Pause-café pause-tendresse, Georges Coulonges fera enlever son nom du générique après avoir constaté que ses dialogues ont été modifiés d'une manière qui lui semble inutilement racoleuse. 

### Lieux de tournage
Les trois saisons ont été tournées en banlieue est de Paris :
- Pause café au lycée Pablo-Picasso de Fontenay-sous-Bois.

- Joëlle Mazart dans le lycée polyvalent Nicolas-Joseph-Cugnot (LEP Joseph-Cugnot à l'époque) et à la cité des Fauvettes de Neuilly-sur-Marne (sauf les scènes d'ateliers de mécanique et de conduite des poids lourds au CFA de Chartres[4]).

- Pause-café pause-tendresse principalement à Val Maubuée. Le bureau des services sociaux où travaille Joëlle Calvet se situe dans le local commun résidentiel Jules-Raimu de la ville de Torcy (en bas de l'allée Jules Raimu). Quelques scènes ont été tournées dans le centre commercial Continent alors à quelques centaines de mètres de là (il est aujourd'hui détruit et a été remplacé par le centre Bay 1 Loisirs). Dans plusieurs épisodes, on peut aussi voir l'ancien collège de la Maillière de Lognes (construit quelques années seulement avant le tournage de la série, il a pourtant dû être entièrement détruit en 2007, à cause de fondations mal conçues[5]). Le commissariat, qu'on voit dans plusieurs épisodes également, est lui aussi implanté à Lognes, au 48 boulevard du Segrais. Dans l'épisode L'Argent de la drogue, le bar où Cyrille a ses habitudes se trouve au 101 quai Winston-Churchill à Saint-Maur-des-Fossés et dans l'épisode L'Escalier des fous, la maison de Pierrot est située au 88, rue Eugène-Pottier à Champigny-sur-Marne.

### Générique
- Véronique Jannot chante le générique de Pause café (Tous les enfants ont besoin de rêver, paroles de Georges Coulonges, musique de Jean Musy).
- Michèle Torr chante celui de Joëlle Mazart (Ceux du parking, paroles de Georges Coulonges, musique de Didier Barbelivien, Didier Vasseur et Jean Albertini).
- Véronique Jannot et Damiens chantent celui de Pause-café pause-tendresse (Mon héros préféré, paroles de Pierre Grosz, musique de Francis Lai)

## Épisodes
Les deux premières saisons de six épisodes chacune de cette série n'ont pas de titre. En revanche, la troisième saison compte huit épisodes individuels intitulés : 
1. Une petite fille perdue
2. Une fleur pour ma mère
3. L'Argent de la drogue
4. La Traverse
5. Les Verres cassés
6. Betty, 15 ans
7. Les Enfants déchirés
8. L'Escalier des fous

## Fiche technique
- Titre : Pause café, Joëlle Mazart, Pause-café pause-tendresse
- Réalisation : Serge Leroy, Jean-Claude Charnay, Charles Bitsch
- Scénariste et dialoguiste : Georges Coulonges[7]
- Production : TF1
- Musique : Jean Musy, Didier Vasseur, Gérard Presgurvic
- Photographie : Étienne Szabo, Jean-Paul Schwartz
- Son: Éric Vaucher
- Genre : Comédie dramatique
- Durée : 6 × 52 minutes, 6 × 52 minutes, 8 x 80 minutes
- Date de diffusion :  France : 1981, 1982, 1989, sur TF1

## Produits dérivés

### Romans
- Georges Coulonges, Pause café, Fayard, 1981 et le Livre de Poche, 1982
- Georges Coulonges, Joëlle Mazart, Fayard, 1982 et le Livre de Poche, 1990
- Georges Coulonges, Pause-café pause-tendresse, TF1 éditions, 1989 et le Livre de Poche, 1990

### DVD
Tous les DVD ont été édités par la société LCJ
- Décembre 2007 : édition de la saison Pause café
- Février 2008 : édition de la saison Joëlle Mazart
- Décembre 2010 : édition de la saison Pause-café pause-tendresse en un coffret de quatre DVD.
- Octobre 2017 : réédition d'un coffret regroupant les deux premières saisons.